# 日没 (ジョルジョーネ)
『イル・トラモント』いわゆる『日没』（伊: Il Tramonto, 英: The Sunset）は、イタリアのルネサンス期のヴェネツィア派の画家ジョルジョーネが1506年から1510年に制作した絵画である。油彩。夕暮れの風景の中にキリスト教の聖人と思われる人物像が描かれた作品で、現在の作品名はイタリアの美術史家ロベルト・ロンギが名付けたものである。1930年代にヴェネト州パドヴァ県で発見された絵画は保存状態が非常に悪く、今日見ることができる絵画の要素のいくつかは20世紀の修復者によって追加ないし再構築されたものである。こうした状態の悪さは主題の特定を困難にしている。現在はロンドンのナショナル・ギャラリーに所蔵されている。

## 作品
湖に面した画面中央前景の小路のわきの岩に旅行者らしき2人の男が腰掛けている。青い服を着た若い男は左脚を痛めたらしく、もう一方の年老いた男が患部を治療している。画面右奥の岩場には聖ゲオルギウスが灰色の馬に騎乗し、奇妙に細長く曲がった尾と足を持つドラゴンに槍を突き立て、画面右端の洞窟には森に住む隠者らしき人物の姿がある。隠者の下方の崖の下には動物の巣穴があり、猪らしき動物が顔を出している。湖の中央の水面には怪物の姿が見える。さらに中央の2人の人物たちの近くの水辺には大きなくちばしをもった悪魔が潜んでいる。背景全体は夕焼けの光に包まれている。画面中央に1本の木が立ち、遠景の丘陵の上には城塞都市が広がっている。また丘陵の下の水辺には水車小屋が見える。
通常、前景の2人の人物はモンペリエ生まれの聖人でペスト患者の守護聖人である聖ロクスと、聖ロクスを助けたゴッタルド（Gottardo）を表していると考えられている。伝説によると聖ロクスはローマ巡礼の旅の途上でペストの患者たちを献身的に看病した。しかしピアチェンツァでペストを患い、森に隠棲するが、同地の貴族ゴッタルドに助けられたという。であるならば、本作品は1504年にヴェネト地方を襲った疫病が終息したことに感謝して描かれた可能性がある。他にも若者の足を治しているパドヴァの聖アントニウス、レムノス島に置き去りにされたピロクテテスを助けるネオプトレモス、強盗に襲われた旅人の世話をしている善きサマリア人などの説がある。
このうちピロクテテスとネオプトレモスとする説は、2008年に美術史家エンリコ・ダル・ポッツォ（Enrico Dal Pozzolo）が唱えたものである。ギリシア神話によると、トロイア遠征に参加したピロクテテスは航海の途上で足に不治の傷を負ったため、レムノス島に置き去りにされたが、トロイア陥落には彼の力が必要であると予言されたために、迎えの使者がレムノス島に派遣された。この神話的人物を主人公とするソポクレスの悲劇『ピロクテテス』が1502年にヴェネツィアでアルドゥス・マヌティウスによって出版されており、ジョルジョーネらヴェネツィアの芸術家たちの関心を引いた可能性がある。
いずれにせよ、これらの2人の人物と水辺の悪魔は絵画本来の描写であるが、悪魔が描かれている意味は不明である。

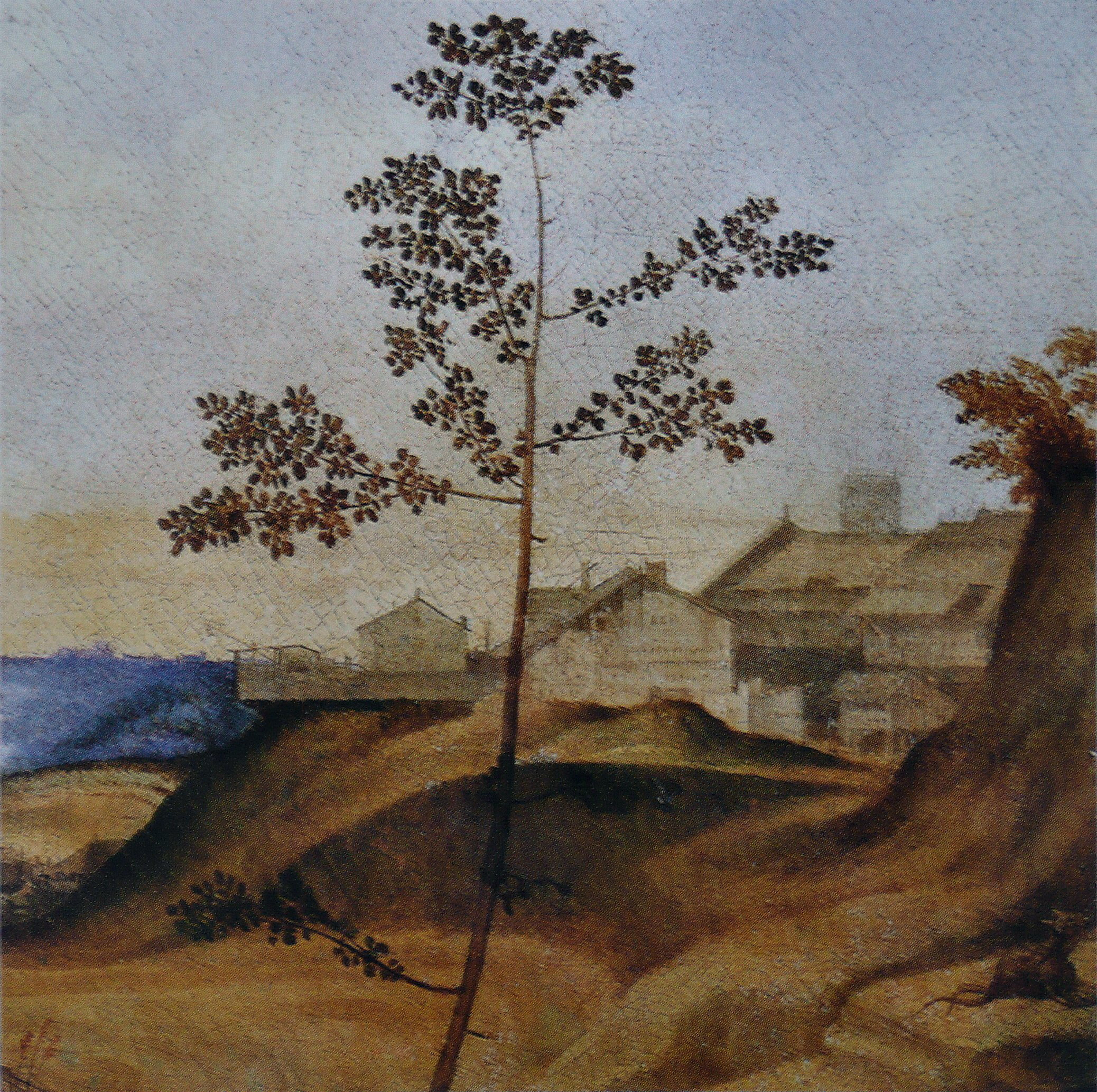
ジョルジョーネの真筆とされる夕焼けの光に包まれた遠景部分。丘陵の上の都市と、その左下に描かれた水辺の水車小屋など、詳細に描かれている。

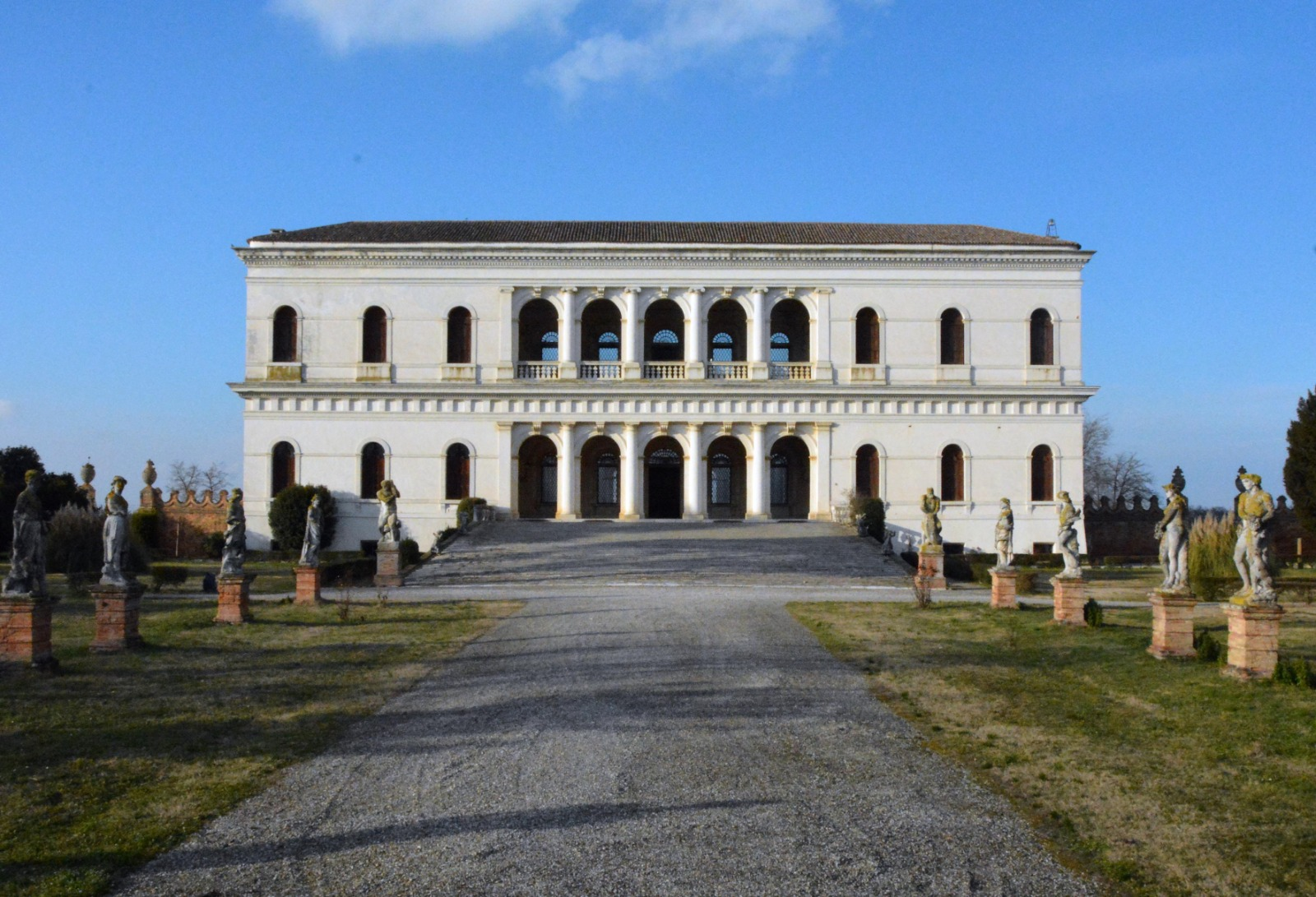
絵画が発見されたポンテカザレのガルツォーネ荘（メインファザード）。

状態の良い前景の砂利や背景の風景はジョルジョーネによるものと考えられている。特に遠景は本作品の最も魅力的な部分であり、ジョルジョーネは多くの注意をこの部分に集中させている。実際に遠景の青い丘と都市の風景は詳細に描かれており、『カステルフランコ祭壇画』（Pala di Castelfranco）や『三人の哲学者』（Tre filosofi）など、ジョルジョーネの作品に見られる風景と類似している。X線撮影による科学的調査は、当初、都市の建築群の中に、中央の木の2番目の枝とほぼ同じ高さの塔があったことを明らかにしている。
その他の人物のうち、一説によると聖アントニウスとされる画面右端の「隠者」は広範囲に塗り直されているが、人物像の頭と腕は本来の描写の断片に基づいている可能性がある。
聖ゲオルギウスとドラゴン、および湖中央の怪物は絵画の状態の悪さを隠そうとした20世紀の修復者による追加である。実際に1933年の発見当時と初期の修復後に撮影された絵画の写真画像が複数残っており、そこに聖ゲオルギウスと湖中央の怪物の図像を見ることはできない。聖ゲオルギウスの馬のターコイズブルーの鞍は若い男性の衣服のウルトラマリンや遠くの風景と調和していないが、かろうじてドラゴンの尻尾はオリジナルの描写とされ、もともとは木の根であったものを利用したのではないかと言われている。

## 来歴
絵画の来歴は不明である。1931年から1932年頃に、コッレーレ博物館の館長ジュリオ・ロレンツェッティによって、パドヴァ県カンディアーナのポンテカザレ（Pontecasale）にあるガルツォーネ荘の多くの古い絵画が置かれた倉庫の中から発見された。この建築物は1540年頃に建築家ヤーコポ・サンソヴィーノの設計で建設されたもので、ヴェネツィアの貴族ドナ・ダッレ・ローゼ（Donà dalle Rose）家が所有していた。
発見された絵画は非常に状態が悪く、画面右下にキャンバスを貫通する穴があり、穴の周囲の絵具が剥落していた。また画面左側の木々と画面中央、右上の岩場は損傷を受けるかあるいは絵具が著しく失われていた。絵画がフィレンツェのウフィツィ美術館でも働いていた修復家アウグスト・フェアメーレン（Augusto Vermehren）のもとに送られると、フェアメーレンはキャンバスを洗浄して裏打ちしたのち、パテと加筆による修復で絵画層の損失を補った。フェアメーレンによって修復された絵画は撮影され、1933年11月4日のイギリスの『イラストレイテド・ロンドン・ニュース』紙に掲載されている。この絵画をドナ・ダッレ・ローゼ家のコレクションの競売が行われる前に購入したのは、若いロシア出身の美術商・美術史家ヴィターレ・ブロッホ（Vitale Bloch）である。美術史家ロベルト・ロンギはブロッホの共同購入者であったらしい。ロンギは本作品をジョルジョーネに帰属した最も初期の美術史家の1人で、1934年に『日没』というタイトルでジョルジョーネに帰属している。ブロッホは絵画をイタリア国外に輸出する許可を取ると、1934年に修復のためにローマのテオドール・デュムラー（Theodor Dumler）のもとに送った。この修復でデュムラーはオリジナルの絵具が大きく失われている右側の岩場に、騎乗してドラゴンを討つ聖ゲオルギウスを、画面右下の水中に3つの岩を追加した。修復ののち絵画はロンドンに移され、1955年まで銀行の金庫室で保管されていた。ナショナル・ギャラリーが絵画に関心を持つきっかけとなったのは、この年にヴェネツィアのドゥカーレ宮殿で開催されたジョルジョーネ展である。この展覧会で展示された本作を見たナショナル・ギャラリーの館長フィリップ・ヘンディが関心を持ち、ブロッホはその年の10月までに合計50,000ポンドを提示た。ナショナル・ギャラリーは購入を検討している間、ブロッホの許可を得て状態の確認を行った。しかし絵画の状態と高い価格は保管委員や学芸員の保留を誘い、1957年に却下された。その後ブロッホは1960年10月に再びわずかに値下げした45,000ポンドを提示し、ナショナル・ギャラリーは1961年に購入した。絵画の修復はその後も続き、ナショナル・ギャラリーの修復家アーサー・ルーカス（Arthur Lucas）は水中の3つの岩を除去したが、おそらくひどく損傷していることに気づいて怪物に置き換えた。

## ギャラリー

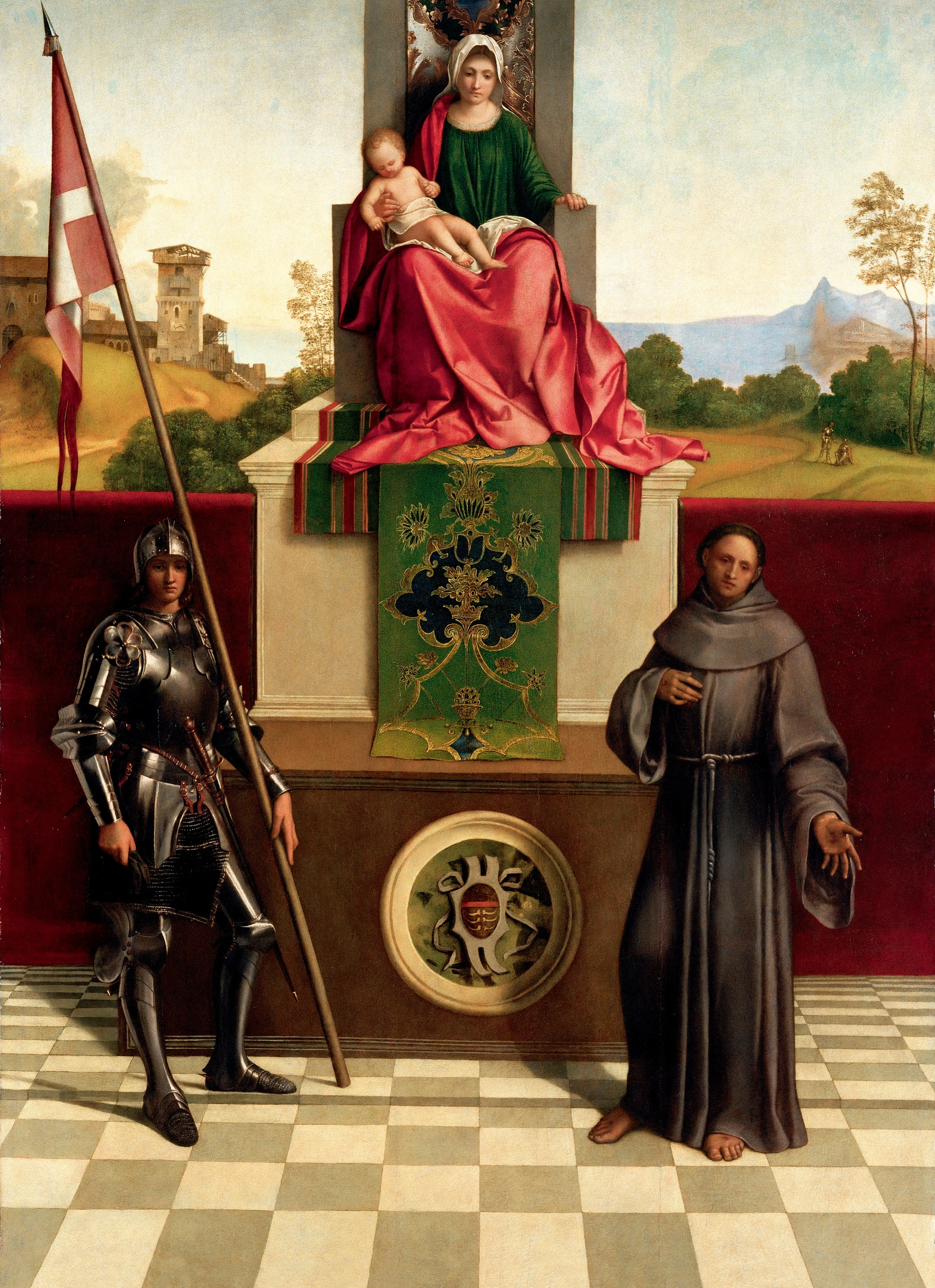
ジョルジョーネ『カステルフランコ祭壇画』カステルフランコ・ヴェネト大聖堂（イタリア語版）所蔵
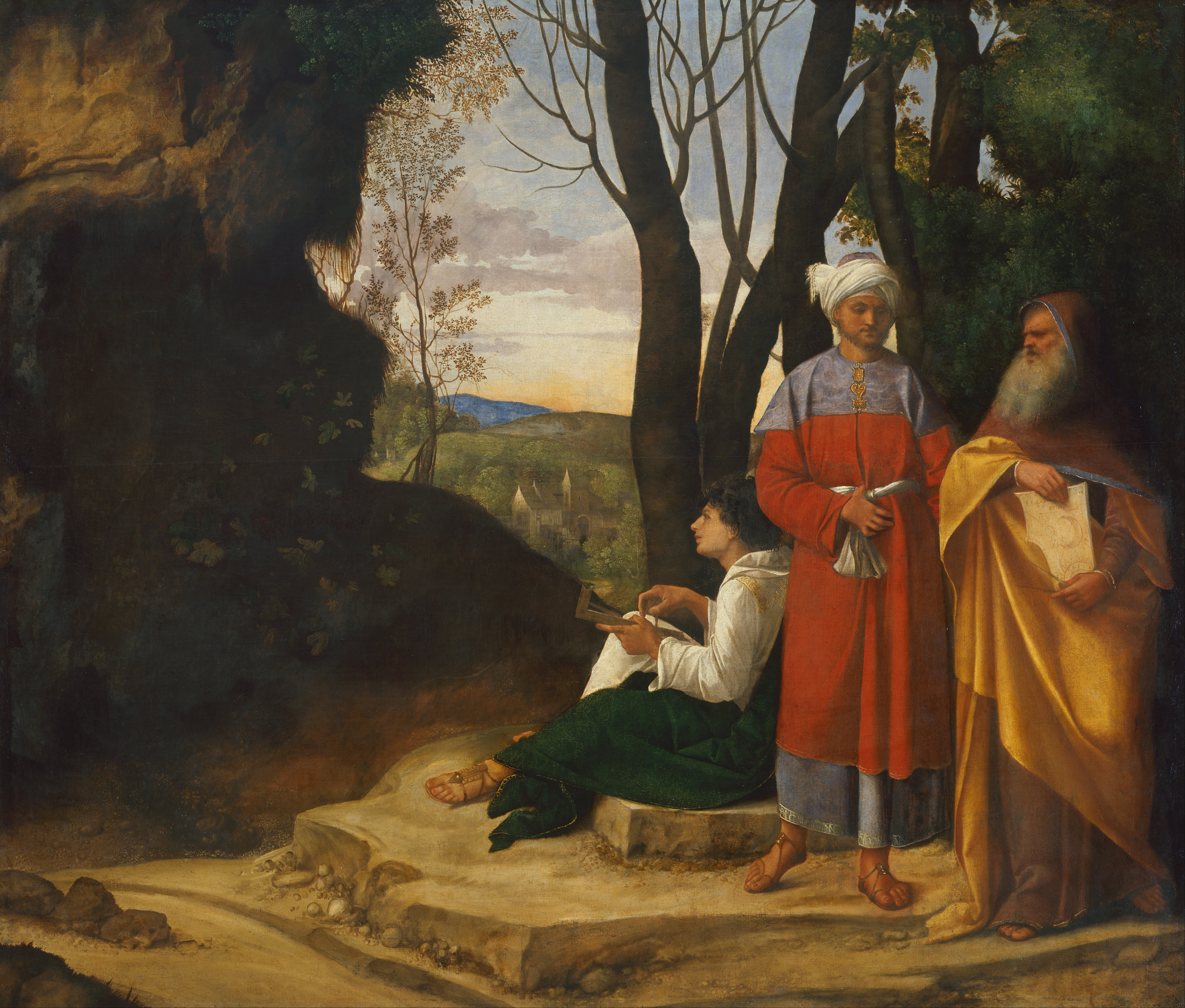
ジョルジョーネ『三人の哲学者』美術史美術館所蔵